# The Burning
The Burning er et dansk metalband fra Århus. Bandet blev dannet i 2005 og består af Johnny Haven, Thue Møller, Tobias Høst og bandets nye guitarist Alex Kjeldsen (ex-Dawn of Demise), som erstattede Rasmus Normand, som valgte at forlade bandet i 2009, eftersom det tog for meget af hans tid.
I 2011 forlod Thue Mølller bandet, pga. tinitus, som plagede bassisten så meget, at han måtte give afkald på bandet.
Kort efter trådte bassisten Tobias Nefer (ex Essence) til og er deres nuværende faste fjerde medlem.
I 2007 udgav bandet deres debutalbum Storm The Walls produceret af Jacob Hansen. deres andet album Rewakening udkom i 2009 og er produceret af tyske Kristian "Kohle" Bnifer.
Bandet vandt ved Danish Metal Awards (DMeA) 2008, prisen som årets metal-liveband.

## Medlemmer
- Johnny Haven – Vokal (2005 -)
- Alex Kjeldsen – Guitar (2009 -)
- Tobias Høst – Trommer (2005 -)
- Tobias Nefer - Bas (2011-)

Tidligere medlemmer
- Rasmus Normand – Guitar (2005 – 2009)
- Thue Møller – Bas (2005 – 2011)

## Diskografi

### Demoer
- …Every Knee Shall Bow Every Tongue Confess (2006)

### Studiealbum
- Storm The Walls (2007)
- Reawakening (2009)
- Hail The Horde (2010)

## Ekstern links
- The Burning på Myspace